# 설산

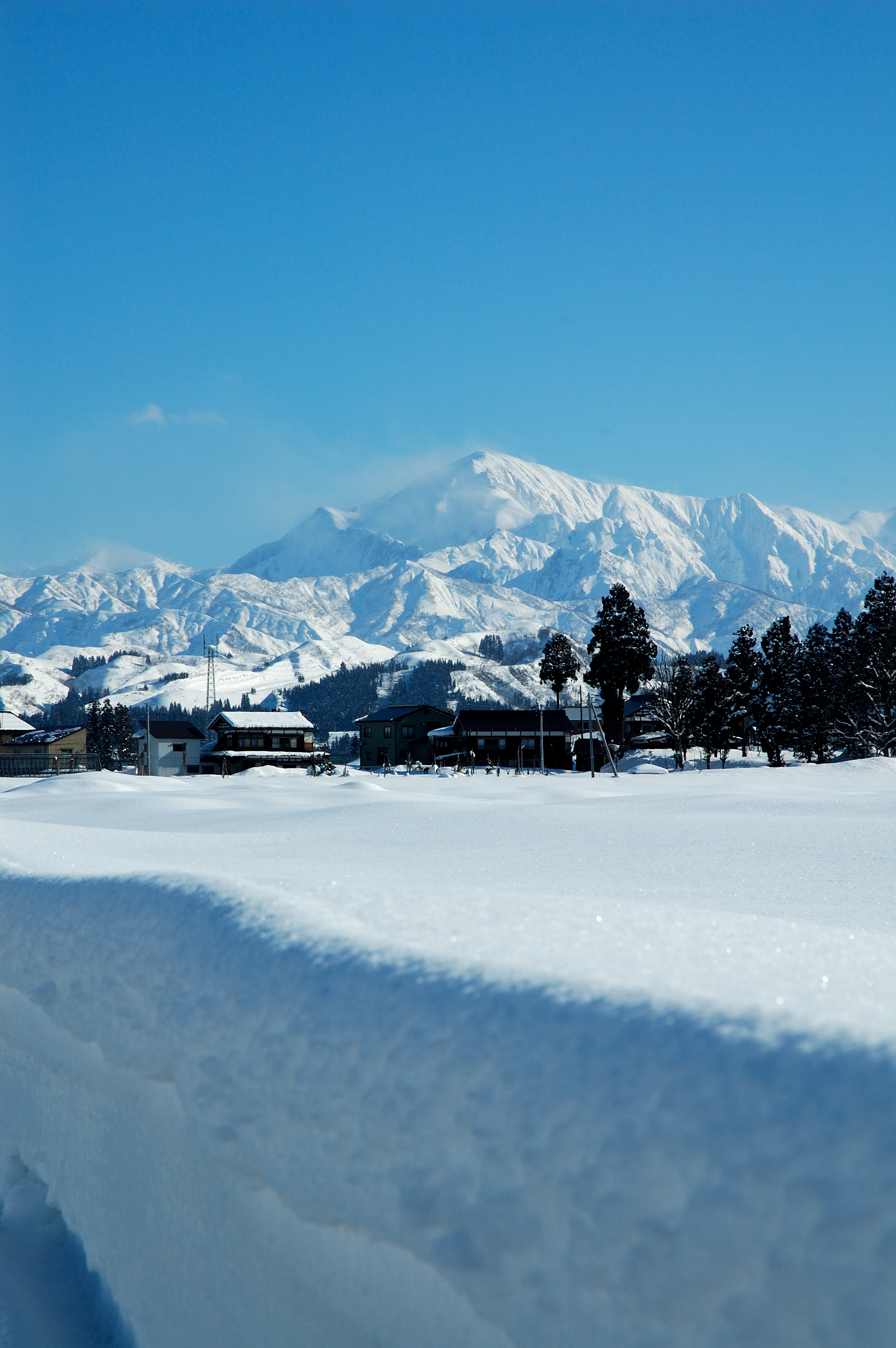
일본 니가타현의 설산

설산(雪山)은 눈이 덮인 산을 말한다. 쌓인 눈은 그 해에 내린 눈일 수도 있고, 계속 쌓여 있는 만년설일 수도 있다. 지역에 따라 눈이 내리는 기간이 다르며, 대한민국이나 일본의 대부분의 산은 초겨울부터 봄까지 눈이 내린다. 일본에서는 헤이안 시대부터 일부러 설산을 만들어 행사를 하기도 하였다.